# La Rochebeaucourt-et-Argentine
Rochebeaucourt-et-Argentine – miejscowość i gmina we Francji, w regionie Nowa Akwitania, w departamencie Dordogne.
Według danych na rok 1990 gminę zamieszkiwały 424 osoby, a gęstość zaludnienia wynosiła 24 osób/km² (wśród 2290 gmin Akwitanii Rochebeaucourt-et-Argentine plasuje się na 772. miejscu pod względem liczby ludności, natomiast pod względem powierzchni na miejscu 627.).